# Kabinet-Yukio Hatoyama
Het kabinet–Yukio Hatoyama (Japans: 鳩山由紀夫内閣) was de regering van het Keizerrijk Japan van 19 september 2009 tot 8 juni 2010.

## Kabinet–Yukio Hatoyama (2009–2010)
| Ambtsbekleder                          | Ambtsbekleder      | Ambtsbekleder                         | Functie                                                           | Ambtstermijn      | Ambtstermijn      | Partij |
| -------------------------------------- | ------------------ | ------------------------------------- | ----------------------------------------------------------------- | ----------------- | ----------------- | ------ |
|                                        | Yukio Hatoyama     | Yukio Hatoyama 鳩山 由紀夫 (1947)     | Premier                                                           | 16 september 2009 | 8 juni 2010       | DP     |
|                                        | Naoto Kan          | Naoto Kan 菅 直人 (1946)              | Vicepremier                                                       | 16 september 2009 | 8 juni 2010       | DP     |
| Minister voor Economische Betrekkingen | Naoto Kan          | Naoto Kan 菅 直人 (1946)              |                                                                   | 16 september 2009 | 8 juni 2010       | DP     |
| Minister van Financiën                 | Naoto Kan          | Naoto Kan 菅 直人 (1946)              | 5 januari 2010                                                    |                   | 8 juni 2010       | DP     |
|                                        | Hirofumi Hirano    | Hirofumi Hirano 平野 博文 (1949)      | Secretaris- generaal                                              | 16 september 2009 | 8 juni 2010       | DP     |
|                                        | Kazuhiro Haraguchi | Kazuhiro Haraguchi 原口 一博 (1959)   | Minister van Binnenlandse Zaken en Communicatie                   | 16 september 2009 | 17 september 2010 | DP     |
|                                        | Katsuya Okada      | Katsuya Okada 岡田 克也 (1953)        | Minister van Buitenlandse Zaken                                   | 16 september 2009 | 17 september 2010 | DP     |
|                                        | Hirohisa Fujii     | Hirohisa Fujii 藤井 裕久 (1932–2022)  | Minister van Financiën                                            | 16 september 2009 | 5 januari 2010    | DP     |
|                                        | Keiko Chiba        | Keiko Chiba 千葉 景子 (1948)          | Minister van Justitie                                             | 16 september 2009 | 17 september 2010 | DP     |
|                                        | Masayuki Naoshima  | Masayuki Naoshima 直嶋 正行 (1945)    | Minister van Economische Zaken                                    | 16 september 2009 | 17 september 2010 | DP     |
|                                        | Toshimi Kitazawa   | Toshimi Kitazawa 北澤 俊美 (1938)     | Minister van Defensie                                             | 16 september 2009 | 1 september 2011  | DP     |
|                                        | Akira Nagatsuma    | Akira Nagatsuma 長妻 昭 (1960)        | Minister van Volksgezondheid, Arbeid en Welzijn                   | 16 september 2009 | 17 september 2010 | DP     |
|                                        | Tatsuo Kawabata    | Tatsuo Kawabata 川端 達夫 (1945)      | Minister van Onderwijs, Cultuur, Sport, Wetenschap en Technologie | 16 september 2009 | 17 september 2010 | DP     |
|                                        | Seiji Maehara      | Seiji Maehara 前原 誠司 (1962)        | Minister van Infrastructuur, Transport en Toerisme                | 16 september 2009 | 17 september 2010 | DP     |
| Minister voor Okinawa en de Koerilen   | Seiji Maehara      | Seiji Maehara 前原 誠司 (1962)        |                                                                   | 16 september 2009 | 17 september 2010 | DP     |
| Minister voor Rampen- bestrijding      | Seiji Maehara      | Seiji Maehara 前原 誠司 (1962)        | 12 januari 2010                                                   | 16 september 2009 |                   | DP     |
|                                        | Hirotaka Akamatsu  | Hirotaka Akamatsu 赤松 広隆 (1948)    | Minister van Landbouw, Bosbouw en Visserij                        | 16 september 2009 | 8 juni 2010       | DP     |
|                                        | Sakihito Ozawa     | Sakihito Ozawa 小沢 鋭仁 (1954)       | Minister van Milieu                                               | 16 september 2009 | 17 september 2010 | DP     |
|                                        | Hiroshi Nakai      | Hiroshi Nakai 中井 洽 (1942–2017)     | Voorzitter van de Commissie voor Openbare Orde en Veiligheid      | 16 september 2009 | 17 september 2010 | DP     |
| Minister zonder portefeuille           | Hiroshi Nakai      | Hiroshi Nakai 中井 洽 (1942–2017)     |                                                                   | 16 september 2009 | 17 september 2010 | DP     |
| Minister voor Rampen- bestrijding      | Hiroshi Nakai      | Hiroshi Nakai 中井 洽 (1942–2017)     | 12 januari 2010                                                   |                   | 17 september 2010 | DP     |
|                                        | Shizuka Kamei      | Shizuka Kamei 亀井 静香 (1936)        | Minister voor Financiële Diensten                                 | 16 september 2009 | 10 juni 2010      | PNP    |
|                                        | Yoshito Sengoku    | Yoshito Sengoku 仙谷 由人 (1946–2018) | Minister voor Bestuurlijke Vernieuwing                            | 16 september 2009 | 8 juni 2010       | DP     |
|                                        | Mizuho Fukushima   | Mizuho Fukushima 福島 瑞穂 (1955)     | Minister voor Consumenten- belangen                               | 16 september 2009 | 28 mei 2010       | SDP    |
| Minister voor Voedselveiligheid        | Mizuho Fukushima   | Mizuho Fukushima 福島 瑞穂 (1955)     |                                                                   | 16 september 2009 | 28 mei 2010       | SDP    |
| Minister voor Gelijkheid               | Mizuho Fukushima   | Mizuho Fukushima 福島 瑞穂 (1955)     |                                                                   | 16 september 2009 | 28 mei 2010       | SDP    |
| Minister voor Geboorte Statistieken    | Mizuho Fukushima   | Mizuho Fukushima 福島 瑞穂 (1955)     |                                                                   | 16 september 2009 | 28 mei 2010       | SDP    |